# NGC 289
NGC 289 je galaksija u zviježđu Kipar.

## Vanjske poveznice
- SEDS: NGC 289